# نيكولاوس باولوس
نيكولاوس باولوس (بالألمانية: Nikolaus Paulus)‏ (و. 1853 – 1930 م) هو مؤرخ المسيحية، وكاهن كاثوليكي ألماني، ولد في كراوترغيرشيم، توفي في ميونخ، عن عمر يناهز 77 عاماً.